# Willem Claesz. Heda

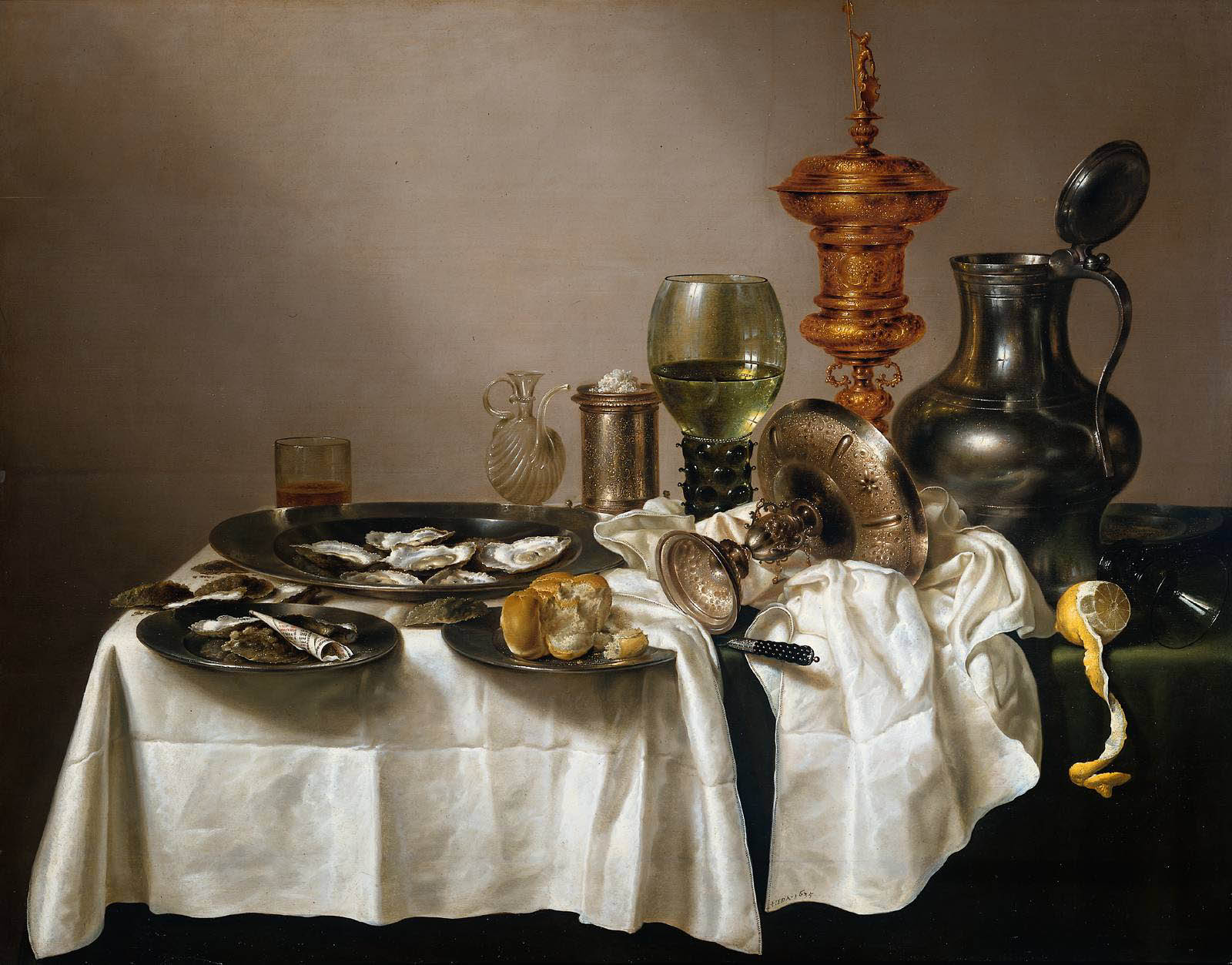
Martwa natura ze złotym pucharem (1635), Rijksmuseum, Amsterdam

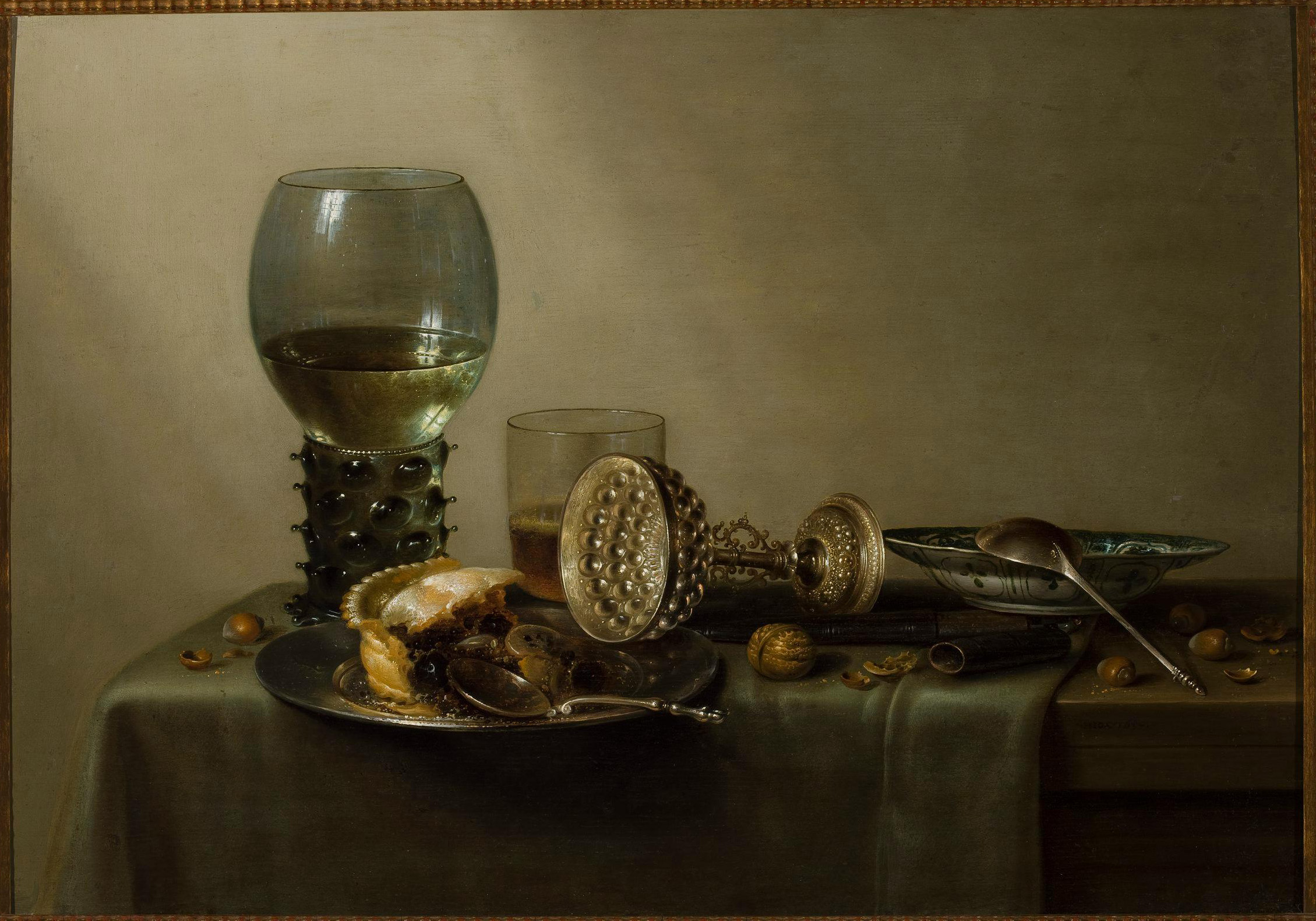
Deser (1637), Muzeum Narodowe w Warszawie

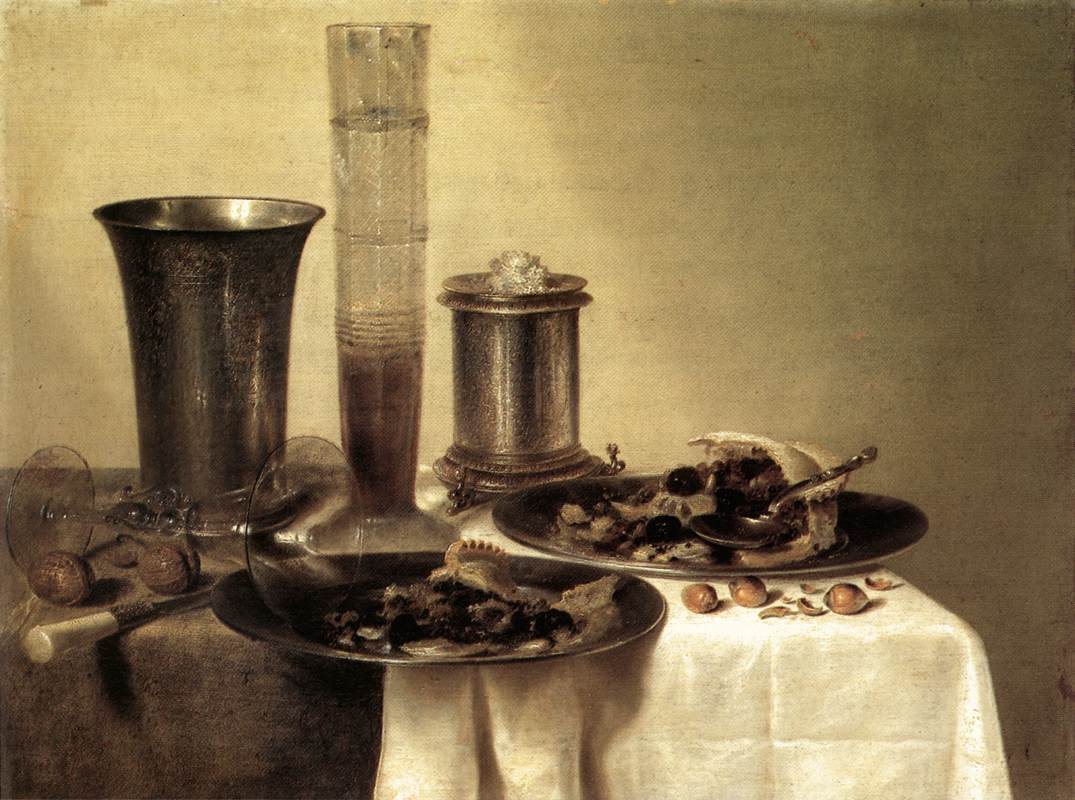
Martwa natura śniadaniowa (1637), Luwr, Paryż

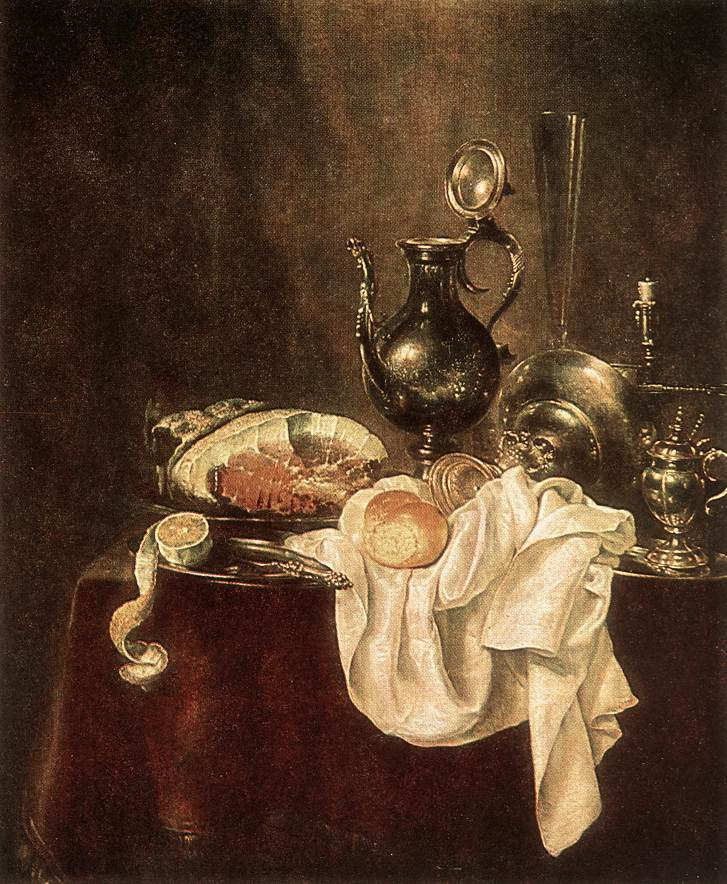
Szynka i srebro stołowe (1649), Muzeum Sztuk Pięknych im. Puszkina w Moskwie

Willem Claeszoon Heda (ur. 14 grudnia 1594 w Haarlemie, zm. 24 sierpnia 1680 tamże) – holenderski malarz, twórca licznych martwych natur.

## Życiorys
Był synem architekta Claesa Pietersza (1558–1632) i siostrzeńcem Cornelisa Claesz. Hedy. Nazwisko Heda przyjął po babce ze strony matki. W 1616 został członkiem Gwardii Cywilnej św. Jerzego. W 1619 ożenił się z córką piwowara Cornelią Jacobsdr. van Ryck (zm. 1668), z którą miał siedmioro dzieci, m.in. syna Gerrita, który również został malarzem.
Przed 1631 Willem Heda przystąpił do haarlemskiej gildii św. Łukasza, w której pełnił różne funkcje, w tym dziekana w 1644 i 1652–1653. Prowadził dużą pracownię; wśród jego uczniów byli m.in. jego syn Gerrit, Maerten Boelema, Arnold van Beresteyn i Hendrick Heerschoop.
Wydaje się, że Heda był dość zamożny, a jego twórczość cieszyła się dużym zainteresowaniem za jego życia. Dwa jego obrazy były w posiadaniu Rubensa. Poza malarstwem Heda zajmował się także browarnictwem (dzięki koneksjom rodzinnym, w 1667 miał własny browar); uległ też tulipomanii.

## Twórczość
Specjalnością Hedy były martwe natury śniadaniowe, przedstawiające suto zastawione stoły z elementami posiłków i naczyń stołowych. Pomimo ograniczonej tematyki i nieuniknionej powtarzalności tematów, Hedzie udało się osiągnąć indywidualny wyraz każdego obrazu. W swoich martwych naturach eksperymentował zarówno z formatem pionowym, jak i bardziej konwencjonalnym formatem poziomym. Jego kompozycje są prawie monochromatyczne, w odcieniach szarości i brązów, z zielonkawymi i srebrzystymi tonami. Artysta stosował równowagę cienia i światła, podkreślając refleksy na malowanych przedmiotach, zwłaszcza na szkle i metalu. Malował głównie na desce, ale też na płótnie. Używał farb laserunkowych, koncentrując się na perfekcyjnym oddawaniu szczegółów i swoistej dla niego atmosfery intymności.
Dwie z jego martwych natur mają tła pejzażowe, ale wydaje się prawdopodobne, że te pejzaże są późniejszymi dodatkami. Artyście przypisuje się także niektóre portrety, studia figuralne oraz sceny historyczne. Jego syn, Gerrit, malował martwe natury tak podobne do martwych natur swojego ojca, że ich prace często były mylone, np. Martwa natura z nautilusem (1641).

## Dzieła
(wg źródeł)
- Vanitas – 1628, Museum Bredius, Haga
- Martwa natura z cytryną – 1631, Berlin
- Śniadanie z plackiem jeżynowym – 1631, Drezno
- Ciasto z owocami morwy – 1631
- Martwa natura z ostrygami – 1634, Rotterdam
- Szkło i złoty puchar – 1634
- Martwa natura ze złotym pucharem – 1635, olej na płótnie, 88 × 113 cm, Rijksmuseum, Amsterdam
- Martwa natura – 1637, olej na desce, 62 × 84 cm, Zamek Królewski na Wawelu, Kraków
- Złota czara, Kraby i tytoń – 1637
- Martwa natura z przewróconym kielichem – 1637, Paryż
- Deser – 1637, Muzeum Narodowe w Warszawie
- Śniadanie z szynką, Pasztet z oliwkami, Śniadanie z homarem – 1648, Ermitaż, Petersburg